# Cataphryxus primus
Cataphryxus primus là một loài chân đều trong họ Bopyridae. Loài này được Shiino miêu tả khoa học năm 1934.